# Dokapon Kingdom
Dokapon Kingdom (ドカポンキングダム) est un jeu vidéo de rôle développé et édité par Sting Entertainment, sorti en 2007 sur Wii et PlayStation 2.
Il s'agit du remake de Dokapon 3-2-1 sorti en 1994 sur Super Nintendo.

## Système de jeu
Le jeu reprend le système du jeu de plateau, on utilise une roulette qui nous indique le nombre de pas à effectuer. 
Dokapon se découpe en différent chapitres qui, au fur et à mesure de leur dénouement, libèrent des zones à explorer, dans lesquels les joueurs doivent affronter des monstres afin de posséder des villes. Dans chaque chapitres se trouvent une intrigue qui nécessite bien souvent des allers et retours au sein du plateau.

## Accueil
- Jeuxvideo.com : 12/20[1]